# Sean Blakemore
Sean Blakemore (* 10. August 1967 in St. Louis, Missouri) ist ein US-amerikanischer Schauspieler. Von 2011 bis 2016 spielte er die Rolle des Shawn Butler in der Serie General Hospital, für die er 2016 mit einem Daytime Emmy Award ausgezeichnet wurde.

## Leben und Karriere
Sean Blakemore stammt aus St. Louis, wo er als zweitjüngstes von insgesamt sieben Kindern mit einem Bruder und fünf Schwestern, aufwuchs. Er besuchte die Hazelwood East High School. Er sammelte erste Erfahrungen mit Modeljobs und ging 1998 nach Los Angeles um seinen Traum, als Schauspieler zu arbeiten, erfüllen zu können.
Seine erste Rolle vor der Kamera übernahm er bereits 1996 mit einem Auftritt im Fernsehfilm Soul of the Game. 2002 spielte er eine der Hauptrollen in der Romantikkomödie Big Ain't Bad und übernahm später die Rolle des Corliss im Psychothriller Dahmer, mit Jeremy Renner in der Hauptrolle. In der Folge trat er zunehmend in Gastrollen im US-Fernsehen auf. Dazu zählen Auftritte in The District – Einsatz in Washington, Monk, Schatten der Leidenschaft, Cold Case – Kein Opfer ist je vergessen, The Shield – Gesetz der Gewalt, O.C., California, The Unit – Eine Frage der Ehre, CSI: NY, Emergency Room – Die Notaufnahme, Bones – Die Knochenjägerin, Lie to Me und Navy CIS.
2006 war er in der Actionkomödie In der Hitze von L.A. zu sehen. 2013 spielte er einen Klingonen in Star Trek Into Darkness. Von 2011 bis 2016 war Blakemore Teil der Besetzung der Seifenoper General Hospital. 2012 brachte ihm seine darstellerische Leistung erstmals eine Nominierung für den Daytime Emmy Award ein. 2016 wurde er schließlich in der Kategorie Bester Nebendarsteller in einer Dramaserie ausgezeichnet. Insgesamt stand er für mehr als 240 Episoden der Serie vor der Kamera. Seitdem übernimmt er auch häufiger wiederkehrende Serienrollen, etwa in Bosch, CSI: Cyber, Devious Maids – Schmutzige Geheimnisse und American Crime. Von 2017 bis 2018 war er als Eugene Hardwick in The Quad zu sehen. Nach weiteren Serienauftritten übernahm er 2019 als Willy Levant eine Nebenrolle im Science-Fiction-Thriller Ad Astra – Zu den Sternen.

## Persönliches
Blakemore ist seit 2010 mit Nadyia Jones verheiratet. 2013 wurden sie Eltern einer Tochter. Neben seiner Schauspieltätigkeit ist er auch als Künstler tätig und verkaufte mehrere seiner Werke an Galerien auf der ganzen Welt.

## Filmografie (Auswahl)
- 1996: Soul of the Game (Fernsehfilm)
- 2000: The Playaz Court
- 2001: Can't Let Go (Kurzfilm)
- 2002: Big Ain't Bad
- 2002: Dahmer
- 2002: The District – Einsatz in Washington (The District, Fernsehserie, Episode 3x08)
- 2003: Keepin' It Real
- seit 2003: General Hospital (Fernsehserie)
- 2004: Woman Thou Art Loosed
- 2004: Monk (Fernsehserie, Episode 2x16)
- 2004: Schatten der Leidenschaft (The Young and the Restless, Fernsehserie, 4 Episoden)
- 2005: Cold Case – Kein Opfer ist je vergessen (Cold Case, Fernsehserie, Episode 2x19)
- 2005: The Shield – Gesetz der Gewalt (The Shield, Fernsehserie, Episode 4x07)
- 2005: O.C., California (The O.C., Fernsehserie, Episode 3x01)
- 2006: The Unit – Eine Frage der Ehre (The Unit, Fernsehserie, Episode 1x02)
- 2006: In der Hitze von L.A. (Hot Tamale)
- 2006: CSI: NY (Fernsehserie, Episode 3x11)
- 2007: Emergency Room – Die Notaufnahme (ER, Fernsehserie, Episode 13x17)
- 2007: Young Cesar
- 2007: Blackout
- 2007: K-Ville (Fernsehserie, Episode 1x06)
- 2008: Columbus Day – Ein Spiel auf Leben und Tod (Columbus Day)
- 2008–2009: Bones – Die Knochenjägerin (Bones, Fernsehserie, 2 Episoden)
- 2008–2009: Zeit der Sehnsucht (Days of Our Lives, Fernsehserie, 3 Episoden)
- 2009: Lie to Me (Fernsehserie, Episode 2x10)
- 2010: Stargate Universe (Fernsehserie, 2 Episoden)
- 2011: Navy CIS (NCIS, Fernsehserie, Episode 8x12)
- 2011: Church Girl
- 2011: Butterfly Rising
- 2013: Star Trek Into Darkness
- 2015–2016: CSI: Cyber (Fernsehserie, 6 Episoden)
- 2016: Pet – Wenn du etwas liebst, lass es nicht los (Pet)
- 2016: Bosch (Fernsehserie, 3 Episoden)
- 2016: Devious Maids – Schmutzige Geheimnisse (Devious Maids, Fernsehserie, 4 Episoden)
- 2016: Hawaii Five-0 (Fernsehserie, Episode 7x07)
- 2017: American Crime (Fernsehserie, 3 Episoden)
- 2017–2018: The Quad (Fernsehserie, 17 Episoden)
- 2018: Spinning Man – Im Dunkel deiner Seele (Spinning Man)
- 2018: Scorpion (Fernsehserie, Episode 4x21)
- 2018: Tote Mädchen lügen nicht (13 Reasons Why, Fernsehserie, 2 Episoden)
- 2018: American Horror Story (Fernsehserie, Episode 8x01)
- 2018: One Crazy Christmas
- 2018–2020: Greenleaf (Fernsehserie, 19 Episoden)
- 2019: Lethal Weapon (Fernsehserie, Episode 3x11)
- 2019: Ad Astra – Zu den Sternen (Ad Astra)
- 2019: The Bay (Fernsehserie, Episode 5x03)
- 2020: MacGyver (Fernsehserie, Episode 4x12)
- 2020: Two Degrees (Fernsehserie, Episode 1x06)
- 2022: All Rise – Die Richterin (All Rise, Fernsehserie, 5 Episoden)
- 2023: Cruel Summer (Fernsehserie)

## Auszeichnungen und Nominierungen (Auswahl)
Daytime Emmy Award
- 2012: Nominierung in der Kategorie Bester Nebendarsteller in einer Dramaserie für General Hospital
- 2016: Auszeichnung in der Kategorie Bester Nebendarsteller in einer Dramaserie für General Hospital